# Eckard Heintz
Eckard Heintz (* 12. Dezember 1935 in Stettin) ist ein deutscher Kulturmanager.

## Biografie
Heintz erhielt als Sechzehnjähriger ein Jahresstipendium (1952/53) des Schüleraustausch-Programms American Field Service für die USA. Nach dem Abitur absolvierte er eine Bankkaufmannslehre in Bremen. Es folgte das Jurastudium in Freiburg/Breisgau und München. Während der Referendarzeit (Berlin/München) promovierte Heintz in Politikwissenschaft an der Freien Universität Berlin/Otto-Suhr-Institut bei Ernst Fraenkel. Er ist seit 1966 verheiratet mit Karin Heintz.
Das zweite juristische Staatsexamen absolvierte Heintz 1967 in München.

Als Bankkaufmann war er 13 Jahre lang in der Bayerischen Vereinsbank und anschließend in der Berliner Bank (Aufbau und Leitung deren Niederlassung München) tätig.
1982 wurde er von der Landeshauptstadt München als erster Geschäftsführer des entstehenden Münchner Kulturzentrums Gasteig bestellt. Diese Aufgabe endete mit seiner Pensionierung Ende 1998.

Heintz erhielt eine Professur und einen Lehrauftrag an der Hochschule Bremen und leitete eine Vorlesungsreihe für Kulturmanagement an der Hochschule für Musik und Theater München. Er trug wesentlich dazu bei, dass seit 2010 an der Hochschule für Musik und Theater München ein zweijähriges Aufbaustudium für Musik- und Kulturmanagement mit Master-Abschluss angeboten wird.
Heintz leitete das von ihm 1997 gegründete Institut für Internationales Kulturmanagement (INK) bis Ende 2013. Neben Fortbildungskursen für Kulturmanager und Beratungen übernahm das Institut 2003 im Auftrag der Bayerischen Schlösserverwaltung die Betreuung von drei Veranstaltungssälen im Schloss Nymphenburg.
Als Konzertveranstalter gründete Heintz 2004 das Kammermusikfest Nymphenburger Sommer, das seither jährlich im Hubertus-Saal, Schloss Nymphenburg, ein Podium für bekannte jüngere Künstler bietet. In diesem Kontext gründete er 2010 einen gleichnamigen Förderverein, als dessen Geschäftsführer er bis Oktober 2018 tätig war. Seither ist er Finanzvorstand der o. g. Fördervereins.
Als Präsident und Vorstandsmitglied der International Society for the Performing Arts (ISPA) wirkte er am Ausbau des Networking internationalen Kulturlebens mit. 
2021 startete Heintz den Aufruf „Rettet die Kammermusik“, um auf die Nöte der freischaffenden Musiker in Folge der Corona-Pandemie aufmerksam zu machen.
Er war von 1986 bis 2024 Vorstandsmitglied der Deutsch-Französischen Gesellschaft für München und Oberbayern.

## Ehrungen
- Bundesverdienstkreuz (10. Dezember 2007)[4]
- Ordre national du Mérite (3. Februar 1991)

## Werke
- mit Helwig Hassenpflug, Hans Kaden, Hans-Dieter Schwind (Hg.): StGB. Besonderer Teil, Definitionen-Kalender. Ewald von Kleist Verlag, Broschiert, 24 Auflagen (seit 1963), ISBN 978-3874401739.
- mit Helwig Hassenpflug, Hans Kaden, Hans-Dieter Schwind (Hg.): ZPO Definitionen-Kalender. Ewald von Kleist Verlag, Broschiert, div. Auflagen (seit 1963), ISBN 978-3874401739.
- Der Beamtenabgeordnete im Bayerischen Landtag. Eine politologische Studie über die Entwicklung der Stellung des Beamtentums in der parlamentarischen Entwicklung Deutschlands. Selbstverlag, Dissertation 1966, antiquarisch erhältlich.
- Marketing des Münchner Kulturzentrums Gasteig. In: Günther Braun (Hrsg.): Marketing im kommunalen Bereich. Der Bürgere als „Kunde“ seiner Gemeinde. Bonn Aktuell Verlag, 1997, ISBN 3-87959-348-5.
- Don’t burn it. Aus dem Tagebuch eines Kulturmanagers. Open Publishing Verlag, 2. verbesserte Auflage 2017, München, ISBN 978-3-95912-202-3.